# Dasà
Dasà est une commune italienne de la province de Vibo Valentia dans la région Calabre.

## Administration
| Période                                  | Période  | Identité         | Étiquette    | Qualité |
| ---------------------------------------- | -------- | ---------------- | ------------ | ------- |
| 29 mai 2007                              | 2012     | Gabriele Corrado | lista civica |         |
| 07 mai 2012                              | En cours | Giuseppe Corrado | lista civica |         |
| Les données manquantes sont à compléter. |          |                  |              |         |

### Communes limitrophes
Acquaro, Arena, Dinami, Gerocarne.